# كاميرا خفية (إعلام)
الكاميرا الخفيّة هي نوع من المواد الإعلامية المصوّرة، يقوم فيه طاقم العمل بوضع الأشخاص في موقف معدّ مسبقًا وجعلهم يعتقدون أنه موقف واقعي؛ وذلك لتسجيل أقوالهم وردود أفعالهم العفَوية على الموقف، بدون علمهم بعملية التسجيل.
تنوعت المواد المبنية على هذا الأساس وانتشرت عالمياً. وهي تتسم غالباً بالطابع المرح، وتنفيذ مقالب (خدع محرجة) تسفر عن انفعالات وأحداث طريفة، وأحياناً ردود فعل غريبة أو مفاجئة أو حتى عنيفة تجاه من ينفذ المقلب. وأُنتج عدد ضخم منها عبر السنين في مختلف البلدان، بسبب استقطابها للجمهور وجذبها للإعلانات وانخفاض تكلفتها نسبياً.
في مجال التلفزيون، تصنّف ضمن برامج تلفزيون الواقع. وبالإضافة إلى الترفيه، يمكن اعتبار هذه المواد توثيقًا لحال بلد ما في فترة ما، من حيث مظاهر الحياة والمباني والشوارع والأزياء وأحوال المعيشة. ويمكن كذلك أن تكون وسيلة للتعرف على مجتمع ما، من حيث سلوك أفراده وأخلاقهم وإنسانيتهم.

## برامج عالمية
- «كاندد كاميرا» (Candid Camera الكاميرا الصريحة العفَوية) يُعتبر الأول، إذ بُث لأول مرة عام 1948 على قناة سي بي أس الأميركية، من ابتكار وإنتاج وتقديم ألن فونت (Allen Funt). وقد استمر حتى سبعينيات القرن العشرين، وانقطع، ثم عاد من عام 1996 إلى 2004، ثم عاد لموسم واحد عام 2014 كان من تقديم بيتر فونت، ابن مبتكره. وقد بُث منه أكثر من 1000 حلقة.[1]
- فقط للضحك: خدع (Just for Laughs: Gags) برنامج كندي شهير تميز بعدم الاعتماد على الكلام، وهو ما يمكّن أي مشاهد من الاستمتاع به. انتشر في كثير من القنوات العالمية والعربية منذ عام 2000، وله قناة في يوتيوب.[2]
- «بانكد» (Punk'd) من قناة أم تي في مقتصر على استهداف المشاهير منذ عام 2003، تقديم الممثل الكوميدي أشتون كوتشر.
- تكتيكات التخويف (Scare Tactics) يضع الضحايا في أوضاع مروعة، عادة ما تتضمن أسلوب الأفلام من مؤثرات خاصة ومكياج تجسد كليشيهات أفلام الرعب. الضحايا يستدرجهم الأصدقاء أو الأسرة بالتواطؤ مع فريق العمل.[3]
- المازحون غير العمليين (Impractical Jokers) بدأ عام 2011 وتميز بتطبيق الكثير من الأفكار. واعتمد على وجود تحدٍّ بين منفذي المقالب، بحيث يعاقب الأضعف أداء بحركة خطرة أو مخيفة عليه تنفيذها.

## برامج عربية
في العالم العربي، تتميز هذه البرامج غالباً بأن حلقاتها يومية وليست أسبوعية؛ إذ أنها تُبث في موسم شهر رمضان.
- كان أولها برنامج الكاميرا المَخفيّة، الذي بُث على تلفزيون الجزائر بدءًا من عام 1970. أعده وأخرجه المخرج والسيناريست حاج رحيم.[4][5]
- تلته الكاميرا الخفية، النسخة المصرية عام 1983 بنفس صيغة «كاندد كاميرا». قدّمه الممثل الكوميدي فؤاد المهندس؛ ومثّل فيه إسماعيل يسري ومحمد جبر. وهو من إعداد وإخراج طارق زغلول وإنتاج وكالة طارق نور. وقد عُرض في عدة دول، وحظي بنسب مشاهدة عالية.
- في تسعينيات القرن العشرين، تولى الممثل الكوميدي إبراهيم نصر مهمة إعداد وتقديم البرنامج بعدة مواسم، وتنفيذ المقالب بالتنكّر بشخصيات مختلفة؛ منها شخصية امرأة بدينة اسمها «زكية زكريا»، وشخصية رجل صعيدي اسمه «غباشي النقراشي». وكان له موسم مميز من إنتاج تلفزيون دبي اسمه «هيما شو» (2011)، قدّمه أمام جمهور في الاستديو.
- في نفس الفترة، امتهن زياد سحتوت وجمال شقدوحة ومجموعة ممثلين من سوريا تنفيذ مقالب على طريقتهم، استهدفت المشاهير وعامة الناس. وكانت بدايتها في 1988 كفقرة ضمن برنامج «التلفزيون والناس»، ثم تبلورت تحت اسم «منكم وإليكم والسلام عليكم» الذي بدأ في 1993 من إنتاج شركة الفيصل، وامتد لعدة مواسم، قدّم أحدها الممثل عباس النوري، وكان يقدَّم أمام جمهور في الاستديو. وقد نفّذ زياد سحتوت عدة برامج مقالب، جرى تصويرها في عدة دول عربية؛ آخرها «طيمشة ونيمشة» في 2007 و2008 من إنتاج شركة طارق زعيتر؛ وبه أنهى عمله في هذا المجال.[6][7]
- مقلب دوت كوم، أنتجته شركة أم بي أيه في 2004، ومثّل فيه ياسر الطوبجي ومجموعة ممثلين، وقدّمه الممثل أشرف عبد الباقي أمام جمهور في الاستديو. تميّزت فكرته بأن يتلقى فريق العمل رسائل إلكترونية من الناس؛ فيطلب المرسل استهداف شخص معيّن على علاقة به، ويخبرهم عن شخصية المستهدف ونقطة ضعف فيها أو شيء محرج له؛ ثم يتعاون معهم في التخطيط واستدراج الضحية إلى مقلب معدّ ليكون مناسباً له وليمسّه بشكل شخصي.[8]
- من أشهر البرامج العربية ما قدمه الممثل رامز جلال على عدة مواسم بدءاً من رامز قلب الأسد في 2011. وهو مقتصر على استهداف المشاهير؛ ويعتمد على فكرة واحدة يكرر تنفيذها في كل حلقات الموسم، تتضمن دائماً أسلوب الترويع والسخرية. وبنفس الصيغة بدأ الممثل هاني رمزي سلسلة مماثلة عام 2015.[9][10]

## تجارب اجتماعية
ظهر عبر الإنترنت صنف من أعمال الكاميرا الخفية يسمى «تجربة اجتماعية».
يتميز هذا الصنف بتنفيذ مشهد تمثيلي في مكان عام، وتصوير تفاعل الناس مع مجريات المشهد.
ويكون المشهد معداً بحيث يجسد شأناً اجتماعياً أو حالة إنسانية أو تصرفاً مستفزاً يثير ردود أفعال الناس.
ضمن هذا الصنف، بدأ مركز تلفزيون الشرق الأوسط (أم بي سي) بث برنامج من إنتاجه عام 2016 اسمه «الصدمة»؛ جرى تنفيذه في عدة بلدان وعدة مواسم. ويتدخل مذيع في نهاية كل مشهد، لسؤال الأشخاص عما حصل وعن آرائهم فيه.
«نخوة» برنامج من إنتاج تلفزيون السعودية، بدأ بثه في رمضان 2023. يعتمد في كل حلقة على أحد المشاهير الذي يتنكر بشخصية معينة تعيش حالة من الظلم أو سوء المعاملة، ويختبر ردود فعل الناس حول ما يتعرض إليه؛ ثم يحظى الأكثر إنسانية بمفاجأة من المشهور، الذي يحتفل بنخوته ويكشف له عن هويته.

## صحافة استقصائية
صنف آخر من أعمال الكاميرا الخفية، يُعتبر من الصِحافة الاستقصائية، ويتضمن ممارسة التجسس. الغرض المزعوم منه غالبًا هو فضح حالات وأعمال غير قانونية أو غير إنسانية أو تنتهك الحقوق.
يقوم فيه شخص مكلَّف بالمَهمّة بالتقرب من شخص مستهدَف حتى يقبله كصديق ويكسب ثقته، ثم يبدأ بتسجيل كلامه بالصوت والصورة وهو لا يدري، ويحاوره حتى يأخذ منه اعترافات صريحة أو ضمنية. ثم تُنشر مقاطع من الحوارات في وسائل التواصل الاجتماعي.
اشتهر في هذا المجال منظمة غير ربحية في الولايات المتحدة اسمها مشروع فيريتاس Project Veritas (مشروع الحقيقة) منذ عام 2010، أسسها وكان يديرها الصحفي جَيمس أوكِيف، الذي بدأ هذا العمل قبل ذلك بسنين. وقد نشرت المنظمة العديد من المقاطع التي نالت ملايين المشاهدات والإعجابات، من أهمها ما فضَح الفساد في وكالة الغذاء والدواء وشركة فايزر المنتجة للقاحات، وشراء الأصوات في الانتخابات، وتحكّم شركات الإعلام ووسائل التواصل بما يصل إلى الناس ليخضع لرغبات ذوي النفوذ، بحجب منشورات كليًا أو جزئيًا لأنها تعارض مصالحهم أو توجهاتهم. وبعد نشر فضيحة فايزر، اجتمع أعضاء مجلس إدارة المنظمة وقرروا تنحية مؤسسها أوكِيف عن منصبه؛ فانفصل هو عنها، وقام بإنشاء وإدارة مؤسسة بإسمه متخصصة في تجهيز الأفراد بكاميرات خفيّة ومايكروفونات وتدريبهم على الصِحافة الاستقصائية ودعمهم ونشر موادهم المسجلة للجمهور.

## انتقادات
القليل من هذه البرامج جيّد وناجح؛ وأكثرها هابط اعتمد على أفكار رديئة تتضمن ترويع الشخص أو إهانته أو إيذاء مشاعره.
ومع كثرتها تضاف مشكلة أخرى هي قيام بعض العاملين والمشاركين فيها بغش واستغفال المشاهدين، بالاتفاق المسبق على التمثيل والتزييف؛ وهذا هدم لإحدى ركائز الكاميرا الخفية، وهي تلقائية تفاعلهم وعدم إدراكهم وجود التصوير أو المقلب. وهذه المشكلة تكون غالباً في النوع المستهدف للمشاهير، بسبب تكرر استضافتهم ومعرفتهم أنهم مستهدفون، فصاروا يشتبهون بالأمر وينتبهون للمقلب قبل أو خلال تنفيذه؛ وقد يقبلون التواطؤ والتمثيل فيه مقابل أجر؛ وقد سجّل بعضهم شهاداتهم واعترافاتهم بذلك.

### تصاريح مصورة
- قال الممثل باسم سمرة أن برامج المقالب مثل برنامج رامز جلال يتفقون مع النجوم على المقلب مسبقاً، مشيراً إلى أنهم اتصلوا به، لكنه يرفض الاشتراك في مثل هذه البرامج رغم أنها تدر أموالاً كثيرة.[18]
- صرّح الممثل سمير غانم أن رامز دعاه إلى «قرش البحر» فاعتذر بأن جسمه قد لا يمكنه من الحركات في المياه.[19]
- قالت الفنانة فيفي عبده أنهم كلموها فلم ترض أن تذهب؛ وقالت لرامز أنها تخاف من مقالبه.[20]
- قال الفنان الشعبي سعد الصغير أن الحلقات الأخيرة من برامج المقالب تكون «مفبركة»، أي مزيفة، لأن تصويرها يأتى بعد بدء البث وانكشاف الفكرة للناس. واعترف بأنه شخصياً مع فريق عمله فعلوا ذلك في برنامج «الزفة».[21]
- اعترف الممثل أحمد راتب الذي شارك في «قرش البحر» بأن رامز أخبره قبلها بأن ما سيحدث هو مقلب لكي لا يتعب أو يتأذى فيه.[22]
- اعترف المغني الشعبي عبد الباسط حمودة بأن ظهوره في «قرش البحر» كان مرتباً وأنهم كانوا يتظاهرون بالأمر ويبالغون في الأداء.[23]
- اعترف الممثل بيومي فؤاد أن فريق عمل «رامز بيلعب بالنار» حاولوا استدراجه فشك في الأمر، فسألهم وعرّفوه بأنه مقلب؛ وتم تنفيذه معه بالرغم من ذلك.[24]

في المغرب، خرجت بعض الشخصيات بتصريحات تحدثوا من خلالها عن «فبركة» هذه البرامج هناك:
- قال الممثل محمد الشوبي في حوار صحفي أن الكاميرا الخفية مجرد تمثيل وكذب، وأن ممثلين يتواطؤون مع طاقمها. وصرّح إدريس إدريسي (مسؤول سابق للدراما في القناة الأولى) بقناعته أن الكاميرا الخفية «مجرد فبركة».[25][26]
- اعترف يوسف حسيك (أحد الممثلين في الكاميرا الخفية «جار ومجرور» التي بثتها القناة الثانية 2M) بإعادة تمثيل بعض اللقطات في الحلقة التي كان ضحيتها الممثل إدريس الروخ. وقال أن المخرج بعد انتهاء المقلب لم يرق له التصوير، فطلب من إدريس إعادة تصوير بعض المشاهد.[27]
- تمادى برنامج «مشيتي فيها» الذي بثته قناة 2M في الغش إلى درجة الاتفاق صراحة مع النجم على مبلغ مالي مقابل تمثيل وقوعه في المقلب. كتب الممثل الكوميدي الأمازيغي رشيد أسلال على صفحته في فيسبوك أن المنتج «عبد الرحيم مجد» ذكر له السيناريو، وطلب منه تمثيله وتقديم ذلك على أنه وقع ضحية مقلب، وأكد أنه سيمنحه 5 آلاف درهم نظير ذلك. وصرح لموقع CNN بالعربية أنه رفض ذلك، وأن العديد من النجوم تصلهم مبالغ لإيهام المشاهدين بوقوعهم في مقالب مرحة، وأن هذه البرامج تستخدم كاميرات مكشوفة وتوهم الناس بأنها خفية.

ولقي «مشيتي فيها» انتقادات حادة. د. سعيد بن كراد الباحث في مجال الصورة والسوسيولوجيا تحدث عن غياب العناصر الفنية من قبيل المفاجأة والفطنة والذوق، وحضور الغباوة والعنف والسماجة والارتجال. كما تعرض البرنامج لفضح حلقاته المفبركة من طرف «رمضان شو» على قناة Medi1 TV. وقد تسبب هذا في توقيف بث «رمضان شو» فور تعيين مدير جديد للقناة. وذكر موقع «الأول» أن التوقيف جاء بسبب تضارب المصالح، لأن المدير الجديد حسن خباز، هو مدير شركة REGIE 3 المكلفة بتوزيع إعلانات داعمة لبرامج تبث على القناتين، ومن ضمنها «مشيتي فيها».
نشر موقع الجرس تقريراً عن حلقة من «رامز بيلعب بالنار» يشير إلى أن النجمة سميرة سعيد أصابتها مياه كثيفة من خرطوم الإطفاء، ما سبّب ظهور شعرها مبتلاً. وبعد ثوانٍ قليلة ظهر شعرها وقد جف تماماً؛ وهذا يدل على تصوير المشهدين في فترات زمنية متباعدة، وأن النجمة كانت على علم حينها بالمقلب.
تعرّض برنامج «هاني في الأدغال» لانتقادات شككت في مصداقية المقلب الذي ينفذه في ضيوفه، خصوصاً مع استمرار تصوير البرنامج حتى قبل رمضان بأيام، وانتشار فكرته وهي مواجهة الضيف بحيوان مفترس وسط محمية بجنوب إفريقيا؛ إذ أعلنت الفنانة فيفي عبده سفرها إلى هناك بعد كشف تفاصيل المقلب عبر المواقع الإلكترونية. صفحة متخصصة بكشف أخطاء الدراما في فيسبوك بعنوان «عم بطاطا» وضعت الممثل هاني رمزي في ورطة، بعدما أكدت بالفيديو أن كل مقالبه «في الأدغال» مفبركة؛ وأظهرت مدرب الأسود متخفياً خلف السيارة للسيطرة على الحيوانات المفترسة، بينما تتظاهر النجمات بالصراخ والخوف، كما بدت الكاميرات منصوبة على السيارة، ظاهرة وليست خفية.

## وصلات خارجية
- المسؤولية الجزائية عن المقالب التلفزيونية ( دراسة مقارنة )